# 薛峰水库
薛峰水库是中国陕西省渭南市韩城市境内的一座水库，位于椐河上，建于1973年。水库正常库容为3000万立方米，集雨面积为529平方千米，海拔为592米。